# Christian Traugott Schlick
Christian Traugott Schlick, född cirka 1753, död 26 augusti 1808, var en tysk klarinettist i Hovkapellet.

## Biografi
Traugott föddes omkring 1753. Traugott kom till Sverige 1779 där han anställdes som klarinettist i Hovkapellet samma höst. Åren 1779-1783 medverkade han som solist vid ett antal konserter. Tre år senare begärde han avsked och flyttade till Köpenhamn där han tog anställning som altviolinist i det danska hovkapellet. Han avled 26 augusti, 1808.